# Herb gminy Bielsk Podlaski
Herb gminy Bielsk Podlaski – jeden z symboli gminy Bielsk Podlaski, ustanowiony 29 sierpnia 2014.

## Wygląd i symbolika
Herb przedstawia na tarczy w polu błękitnym podkowę barkiem do góry srebrną z krzyżem kawalerskim zaćwieczonym na barku i takimż samym krzyżem w środku (herb szlachecki Lubicz rodziny Łubów). Pomiędzy ramionami podkowy głowa tura czarna.